# Urgicht

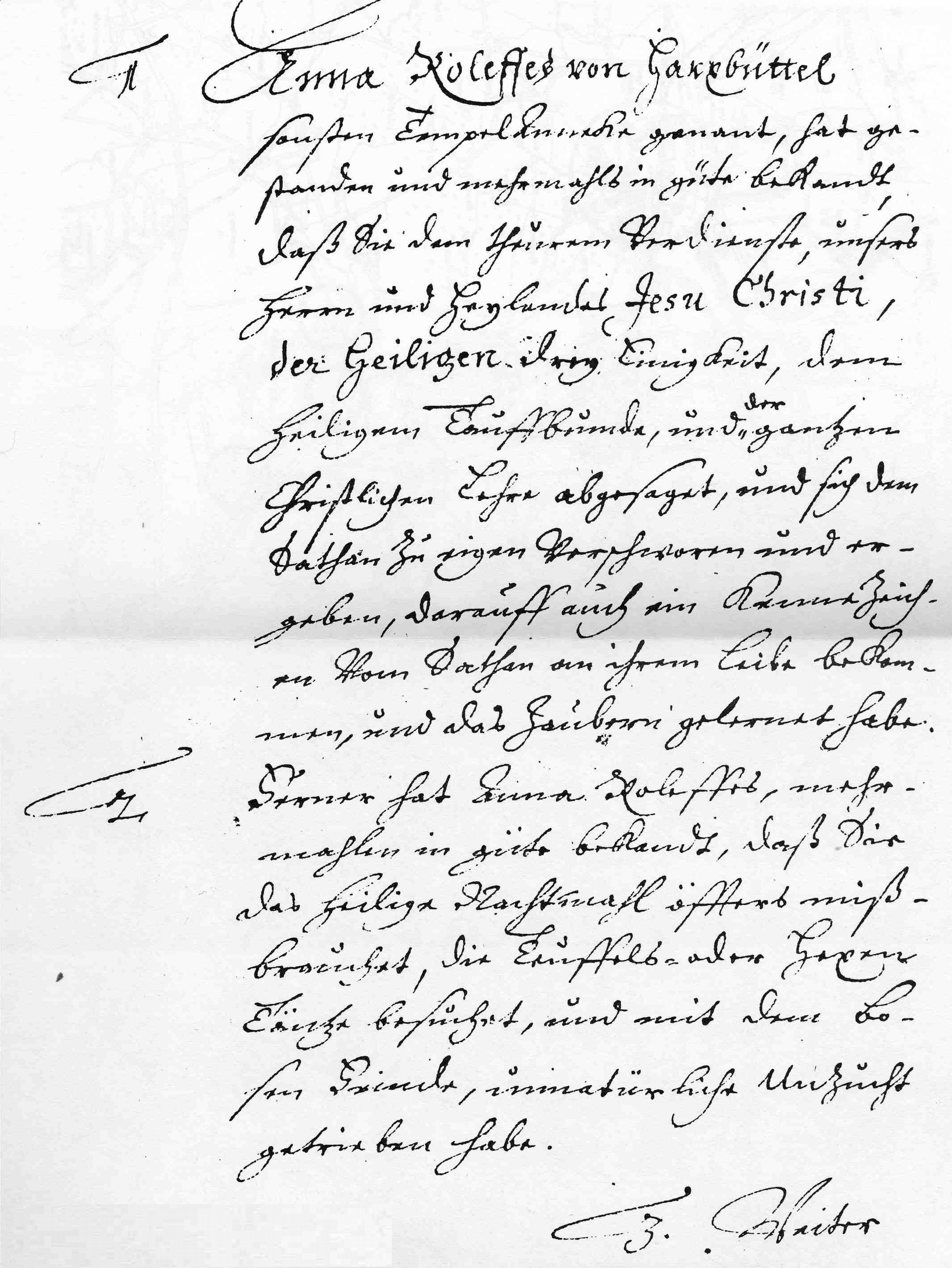
Erste Seite der Urgicht von Anna Roleffes vom 28. Dezember 1663.
(Die Transkription befindet sich auf der Bildbeschreibungsseite.)

Als Urgicht oder gichtiger Mund („geständiger Mund“) bezeichnet man das Geständnis als Verfahrenselement der mittelalterlichen und frühneuzeitlichen Gerichtsbarkeit.
Die Urgicht im engeren Sinn war die Wiederholung eines zunächst nur unter Folter hervorgebrachten Geständnisses durch den Angeklagten. Erst nach der Urgicht konnte das Gericht sein Endurteil fällen. Blieb die Urgicht jedoch aus, obwohl dringender Tatverdacht beim Angeklagten bestand, konnte der Angeklagte einer erneuten „peinlichen Befragung“ (Folter) unterworfen werden, um danach eine Urgicht herbeizuführen.
Die Trias hebende Hand (ertappen auf frischer Tat), blickender Schein (Augenschein-Beweis) und gichtiger Mund,  bildeten die drei wesentlichen Elemente der Beweisaufnahme in mittelalterlichen Verfahren. So findet sich in den Dokumenten des westfälischen Femgerichts der folgende Rechtsspruch verzeichnet:

„Man spricht, man soll niemand ohne Urteil töten, das ist wahr, es sind aber Sachen, die von Natur aus ihr Urteil eingeschlossen in sich tragen als hebende Hand, gichtiger Mund und blickender Schein.“

## Wortherkunft
Urgicht kommt von altdeutsch gichten, jehen mit den Bedeutungen sagen, gestehen oder bekennen.
 Der mittelhochdeutsche Begriff urgiht bedeutet Aussage oder Bekenntnis.